# Niš
Niš je z okoli 250.000 prebivalci (samo mesto okoli 200.000) tretje največje mesto v Srbiji za Beogradom in Novim Sadom. Leži ob reki Nišavi, je največje mesto v jugovzhodni Srbiji in sedež Nišavskega upravnega okraja ter Niške pravoslavne eparhije. Mesto ima tudi svojo univerzo, ustanovljeno leta 1965. 
V bližini mesta se nahaja drugo največje srbsko letališče, Letališče Konstantin Veliki - Niš.
Mesto Niš je od leta 2002 upravno razdeljeno na pet mestnih občin. Trenutni župan Niša je Dragoslav Pavlović.

## Narava
Suva planina se nahaja vzhodno od Niša. Znana je po svoji suhi, skalnati naravi, od koder izvira tudi njeno ime. Suva planina je priljubljena destinacija za pohodnike in ljubitelje narave, saj ponuja številne pešpoti, bogato floro in favno ter čudovite razglede na okoliške doline. Najvišji vrh je Trem, visok 1810 metrov.